# Regel 34
| Regel 34 |
| --- |
| "Rule 34" myntades som fras på engelska 2003. - Betydelse – meme om att det lär finnas internetpornografi i alla ämnen - Bakgrund – 2003 - Spridning – under nollnolltalet; teorin delvis underminerad under 2010-talet |

Regel 34 (engelska: Rule 34) är ett meme som hävdar att det finns internetpornografi om varje tänkbart ämne. Konceptet kopplas ofta till fanart av normalt icke-erotiska personer som ägnar sig åt sexuella aktiviteter. Materialet kan även inkludera texter, animeringar, bilder och andra uttryck som lämpar sig för spridning via Internet.

## Historik
Den engelskspråkiga frasen "Rule 34" myntades i en webbserie publicerad 13 augusti 2003. Serien tecknades av signaturen TangoStari (Peter Morley-Souter), som via serien uttryckte sin överraskning över att se parodiporr på den tecknade serien Kalle och Hobbe. I serien presenterades den ursprungliga definitionen av "regeln" som: "Rule #34 There is porn of it. No exceptions" ('Regel #34 Det finns porr av det. Inga undantag.')
| ” | If it exists, there is porn of it. No exceptions". | „ |

Senare spreds begreppet via Internetforum som 4chan. Detta sägs ha blivit vanligt förekommande cirka 2008, och året efter rapporterade The Daily Telegraph om den som en av "Internets tio regler och lagar". Senare har en hel subkultur växt fram kring fanfiction och fanart med pornografi baserad på kända mediefigurer och rena parodier.
Enligt internetforskarna Ogi Ogas och Sai Gaddam var denna "regel" rimlig utifrån det tidiga Internets karaktär av djungel, där allt möjligt kunde förekomma. Under 2010-talet har dock omvandlingen av internetpornografin till att främst baseras på konsumtion via stora och öppna videoplattformar, gjort att algoritmerna börjat dölja det mer udda material som Regel 34 sägs bevisa. Å andra sidan antas ibland ett mer moget Internet – och smartare sökmotorer – istället bättre leverera material som faktiskt efterfrågas. Ur det perspektivet fungerade idén om "Regel 34" kanske en gång som beviset på en mängd experimenterande utan tanke på en marknad eller publik.

## Betydelse och kritik
John Paul Stadler konkluderade att Regel 34 speglar kodifieringen av parafilier som sociala identitetsstrukturer. Regel 34 citeras ibland i samband med beskrivningar av den stora spännvidden i ämnen för det pornografiska materialet på Internet – inklusive de mer udda, socialt stigmatiserade eller bisarra varianterna.
Kritiker av fenomenets utbredning menar att det försöker legitimera riskfyllt sexuellt beteende och att det ökat spridningen av skadliga stereotyper om kvinnor och andra underrepresenterade eller förtryckta grupper. Det anses ibland att vidgandet av pornografins ämnestäckning ökar risken för yngre internetanvändare att mot sin vilja bli utsatta för pornografiskt material.

## Andra regler
Regel 34 är bara en av ett antal "regler" som myntats i relation till Internet. Här listas några ytterligare:
- Regel 35 – "Om det inte finns porr om något, kommer det att finnas".[9]

- Regel 36 – "Om du tänkt på det, finns det någon med en fetisch baserad på det".[9]
- Regel 63 – "För varje manlig rollfigur finns det en kvinnlig version – och vice versa".[10]